# Премьер-министр Бенина
Премьер-министр Бенина (фр. Premiers ministres du Bénin) — глава правительства Бенина. С 6 апреля 2016 года пост премьер-министра упразднён, правительство возглавляет непосредственно президент страны.
Исторически пост главы правительства был впервые установлен в колониальный период, позже неоднократно упразднялся и вновь устанавливался, каждый раз на непродолжительное время, в независимом государстве, называвшемся в разные периоды истории Республика Дагомея (1960—1975 годы), Народная Республика Бенин (1975—1990 годы) и Республика Бенин (с 1990 года).
В список не включены руководители временных правительств, сформированных военными, если руководители таких правительств являлись главами государства. Такие лица отмечены в Списке президентов Бенина, где специально оговорены.

## Первый период (1957—1960)
Впервые правительство во Французской Дагомее (в составе Французской Западной Африки) было сформировано 25 мая 1957 года после проведения 31 марта 1957 года выборов в её Территориальную ассамблею. Формально правительство возглавил глава колониальной администрации, вице-президентом правительственного совета стал лидер Республиканской партии Дагомеи Суру-Миган Апити (26 июля 1958 года получивший полномочия президента совета). После создания 4 декабря 1958 года входящей во Французское сообщество Автономной республики Дагомея (фр. République autonome du Dahomey) правительственный совет был преобразован во временное правительство, а С.-М. Апити стал его главой.
На состоявшихся 2 апреля 1959 года выборах в Законодательную ассамблею победила возглавляемая Юбером Мага партия Дагомейское демократическое собрание. 22 мая 1959 года ею было сформировано правительство во главе с премьер-министром Ю. Мага, который после провозглашения 1 августа 1960 года независимости Республики Дагомея (фр. République du Dahomey) стал главой государства (фр. Chef d'état). В ноябре 1960 года перед предстоящими выборами правящее Дагомейское демократическое собрание объединилось с Дагомейской националистической партией (созданной С.-М. Апити) и Национальным движением освобождения в Дагомейскую партию единства.
31 декабря 1960 года Ю. Мага принёс президентскую присягу и пост премьер-министра был упразднён.
|                | Портрет        | Имя                                                                                  | Начало полномочий | Окончание полномочий                                                           | Партия                               | Выборы                                                                       | Должность                                                                              |
| -------------- | -------------- | ------------------------------------------------------------------------------------ | ----------------- | ------------------------------------------------------------------------------ | ------------------------------------ | ---------------------------------------------------------------------------- | -------------------------------------------------------------------------------------- |
| 1              |                | Марселен Жозеф Суру-Миган Апити (1913—1989) фр. Marcellin Joseph Sourou-Migan Apithy | 25 мая 1957       | 26 июля 1958                                                                   | Республиканская партия Дагомеи       | 1957                                                                         | вице-президент правительственного совета фр. Vice-président du conseil de gouvernement |
| 1              | 26 июля 1958   | Марселен Жозеф Суру-Миган Апити (1913—1989) фр. Marcellin Joseph Sourou-Migan Apithy | 4 декабря 1958    |                                                                                | Республиканская партия Дагомеи       | президент правительственного совета фр. Président du conseil de gouvernement |                                                                                        |
| 1              | 4 декабря 1958 | Марселен Жозеф Суру-Миган Апити (1913—1989) фр. Marcellin Joseph Sourou-Migan Apithy | 22 мая 1959       | председатель временного правительства фр. Président du gouvernement provisoire | Республиканская партия Дагомеи       |                                                                              |                                                                                        |
| 2              |                | Кутуку Юбер Мага (1916—2000) фр. Coutoucou Hubert Maga                               | 22 мая 1959       | 1 августа 1960                                                                 | Дагомейское демократическое собрание | 1959                                                                         | премьер-министр фр. Premier ministre (автономная республика)                           |
| 2              | 1 августа 1960 | Кутуку Юбер Мага (1916—2000) фр. Coutoucou Hubert Maga                               | 31 декабря 1960   | премьер-министр фр. Premier ministre                                           | Дагомейское демократическое собрание | 1959                                                                         |                                                                                        |
|                | 1 августа 1960 | Кутуку Юбер Мага (1916—2000) фр. Coutoucou Hubert Maga                               | 31 декабря 1960   | премьер-министр фр. Premier ministre                                           | Дагомейская партия единства          | 1960                                                                         |                                                                                        |
| пост упразднён |                |                                                                                      |                   |                                                                                |                                      |                                                                              |                                                                                        |

## Второй период (1964—1965)
После государственного переворота, организованного 28 октября 1963 года начальником штаба национальной армии полковником Кристофом Согло, военными было сформировано временное правительство.
В декабре 1963 года Суру-Миган Апити и Жюстен Ахомадегбе-Тометена сформировали Дагомейскую демократическую партию, которая со 100-процентным результатом победила на прошедших 19 января 1964 года парламентских выборах, проведённых после конституционного референдума, реформировавшего политическую систему в соответствии с предложениями К. Согло.
25 января 1964 года лидер победившей Демократической партии С.-М. Апити автоматически занял пост президента, его заместителем (фр. député président) стал Ж. Ахомадегбе-Тометен, занявший также вновь созданный пост премьер-министра, однако 29 ноября 1965 года К. Согло добился отставки обоих политиков, после чего пост главы правительства вновь был упразднён.
|                | Портрет | Имя                                                                 | Начало полномочий | Окончание полномочий | Партия                             | Выборы |
| -------------- | ------- | ------------------------------------------------------------------- | ----------------- | -------------------- | ---------------------------------- | ------ |
| 3              |         | Жюстен Ахомадегбе-Тометен (1917—2002) фр. Justin Ahomadégbé-Tomêtin | 25 января 1964    | 29 ноября 1965       | Дагомейская демократическая партия | 1964   |
| пост упразднён |         |                                                                     |                   |                      |                                    |        |

## Третий период (1967—1968)
17 декабря 1967 года группа офицеров и солдат во главе с майором Морисом Куандете захватила президентский дворец, однако организаторы переворота только 19 декабря 1967 года сформировали Военный революционный комитет (фр. Comité militaire révolutionnaire). 19 декабря 1967 года М. Куандете, сам заняв восстановленный пост премьер-министра, передал полномочия главы государства имевшему широкую поддержку начальнику штаба национальной армии майору Альфонсу Амаду Алле.
17 июля 1968 года Военный революционный комитет назначил президентом независимого политика Эмиля Зенсу (что 28 июля 1968 года было одобрено на референдуме) и вновь упразднил пост главы правительства.
| 4              |  | майор Иропа Морис Куандете (1932—2003) фр. Iropa Maurice Kouandété | 21 декабря 1967 | 17 июля 1968 | военный |
| пост упразднён |  |                                                                    |                 |              |         |

## Четвёртый период (1990—1991)
30 ноября 1975 года была провозглашена Народная Республика Бенин и создана правящая Партия народной революции Бенина, исповедующая марксистско-ленинскую идеологию.
7 декабря 1989 года возглавляющий государство и партию Матьё Кереку заявил об отказе от марксизма-ленинизма. 19 февраля 1990 года была созвана национальная конференция, принявшая решение о начале демократического процесса. 1 марта 1990 страна стала называться Республика Бенин. 12 марта 1990 года решением конференции было сформировано временное правительство во главе с премьер-министром Нисефором Согло.
2 декабря 1990 года на референдуме была принята новая конституция, после чего были проведены президентские выборы, победу на которых одержал Н. Согло, поддерживаемый многопартийной коалицией «Союз за триумф демократического возрождения».
4 апреля 1991 года М. Кереку передал полномочия президента Н. Согло, временное правительство было распущено, отдельный пост главы кабинета ликвидирован.
| 5              |  | Нисефор Дьедонне Согло (1934—) фр. Nicéphore Dieudonné Soglo | 12 марта 1990 | 4 апреля 1991 | Союз за триумф демократического возрождения |
| пост упразднён |  |                                                              |               |               |                                             |

## Пятый период (1996—1998)
На состоявшихся 28 марта 1995 года парламентских выборах руководимая Адриеном Унгбеджи Партия демократического возрождения, вместе с другими партиями, противостоящими президенту Нисефору Согло, получила большинство мест в Национальной ассамблее. А. Унгбеджи занял третье место в первом туре президентских выборов 3 марта 1996 года и поддержал Матьё Кереку во втором туре 18 марта 1996 года. После победы М. Кереку и его президентской инаугурации, А. Унгбеджи был назначен на восстановленный пост премьер-министра. 8 мая 1998 года он подал в отставку вместе с тремя другими однопартийцами в правительстве; в следующем правительстве, назначенном 14 мая 1998 года, пост премьер-министра отсутствовал.
| 6              |  | Адриен Унгбеджи (1942—) фр. Adrien Houngbédji | 9 апреля 1996 | 14 мая 1998 | Партия демократического возрождения |
| пост упразднён |  |                                               |               |             |                                     |

## Шестой период (2011—2013)
В шестой раз пост премьер-министра был создан 28 мая 2011 года после вторичной победы президента Йеи Бони на выборах, завершившихся вторым туром 6 марта 2011 года.
На этот пост был назначен лидер партии «Силы каури за возрождающийся Бенин» Паскаль Купаки, который с 17 июня 2007 года в кабинете президента занимал пост государственного министра по разведке, разработке и оценке государственной политики, и рассматривался многими как возможный будущий преемник президента. Однако 9 августа 2013 года президент Й. Бони отправил это правительство в отставку, в назначенном спустя 2 дня кабинете пост премьер-министра вновь отсутствовал.
| 7              |  | Паскаль Ирене Купаки (1951—) фр. Pascal Irénée Koupaki | 28 мая 2011 | 9 августа 2013 | Силы каури за возрождающийся Бенин |
| пост упразднён |  |                                                        |             |                |                                    |

## Седьмой период (2015—2016)
Вновь пост премьер-министра был восстановлен 18 июня 2015 года президентом Йеи Бони за 10 месяцев до прекращения его полномочий.
На этот пост был назначен Лионель Зенсу, что рассматривалось как поддержка его кандидатуры на предстоящих президентских выборах, в которых Й. Бони участия принимать не мог. Однако на выборах Л. Зенсу уступил Патрису Талону, который 6 апреля 2016 года сформировал кабинет, в котором поста премьер-министра не было.
| 8              |  | Лионель Зенсу (1954—) фр. Lionel Zinsou | 18 июня 2015 | 6 апреля 2016 | независимый |
| пост упразднён |  |                                         |              |               |             |